# Cross Road
Cross Road – kompilacja zespołu Bon Jovi wydana 10 października 1994 za pośrednictwem Mercury Records. Album zawiera wybrane utwory grupy od albumu Bon Jovi (1984) do Keep the Faith (1992), a także dwa nowe, niepublikowane wcześniej nagrania: „Always” i „Someday I’ll Be Saturday Night”. Ponadto do amerykańskiego wydania albumu dodano utwór „Livin’ on a Prayer” w nowej wersji, pod tytułem „Prayer '94”. Równolegle z kompilacją wydano DVD Cross Road zawierające 16 teledysków formacji.
W 2005 wydano reedycję Cross Road pod nazwą „Deluxe Sound & Vision” w formacie trzech płyt CD. Zestaw zawierał zremasterowaną wersję albumu, koncert Live from London w formacie DVD, i dysk ze stronami B, demami i wywiadami z członkami zespołu.

## Spis utworów
Opracowano na podstawie materiału źródłowego.
1. „Livin’ on a Prayer” – 4:11
2. „Keep the Faith” – 5:44
3. „Someday I’ll Be Saturday Night” – 4:38
4. „Always” – 5:52
5. „Wanted Dead or Alive” – 5:07
6. „Lay Your Hands on Me” – 5:58
7. „You Give Love a Bad Name” – 3:43
8. „Bed of Roses” – 6:34
9. „Blaze of Glory” – 5:40
10. „In These Arms” – 5:19
11. „Bad Medicine” – 5:14
12. „I’ll Be There for You” – 5:41
13. „In and Out of Love” – 4:23
14. „Runaway” – 3:50
15. „Never Say Goodbye” – 4:49

## Pozycje na listach przebojów
| Lista                    | Pozycja   | certyfikat  |
| ------------------------ | --------- | ----------- |
| Argentyna                | 1         |             |
| Australian Albums Chart  | 1         | 11x platyna |
| Austria                  | 1         |             |
| Belgia                   | 1         |             |
| Canadian Albums Chart    | 1         | 10x platyna |
| Chorwacja                | 17 (2007) |             |
| Holandia                 | 1         |             |
| Finlandia                | 1         |             |
| Niemcy                   | 1         | 2x platyna  |
| Polska                   | –         | złoto       |
| Węgry                    | 4         | złoto       |
| European Albums Chart    | 1         | 8x platyna  |
| Włochy                   | 1         |             |
| Japonia                  | 1         | 5x platyna  |
| Meksyk                   | 1         |             |
| New Zealand Albums Chart | 1         |             |
| Norwegia                 | 2         |             |
| Peru                     | 1         |             |
| Portugalia               | 1         |             |
| Rosja                    | 4         |             |
| Hiszpania                | 1         |             |
| Szwecja                  | 2         |             |
| Szwajcaria               | 1         | 3x platyna  |
| UK Albums Chart          | 1         | 5x platyna  |
| Billboard 200            | 8         | 4x platyna  |